# Concert per a flauta núm. 1 (Mozart)
El Concert per a flauta núm. 1 en sol major, K. 313 (K. 285c), és una composició de Wolfgang Amadeus Mozart escrita el 1778.
L'obra va ser encarregada pel flautista holandès Ferdinand Dejean el 1777. Sembla que Mozart tenia encàrrecs per a quatre quartets per a flauta i tres concerts per a flauta, encara que només va arribar a completar dos dels tres concerts: el K. 313 seria el primer. L'Andante per a flauta i orquestra, K. 315, podria haver estat escrit com un moviment lent alternatiu per aquest concert.

## Anàlisi musical
Aquesta obra està instrumentada per a una orquestra estàndard amb dos oboès (que són reemplaçats per dues flautes en el moviment lent, Adagio), dues trompes i corda.
El concert consta de tres moviments:
1. Allegro maestoso
2. Adagio ma non troppo
3. Rondeau: Tempo di Menuetto

S'ha observat que l'inici del segon moviment s'assembla al cèlebre tema del vals Al bell Danubi blau de Johann Strauss II, que va ser compost molts anys després, el 1867.

## Audició
| Concert per a flauta núm. 1, K. 313 - I. Allegro Maestoso                |
|                                                                          |
| Interpretació per la Skidmore College Orchestra. Per cortesia de Musopen |
|                                                                          |